# Richard Blade
Richard Blade ist eine amerikanische Sword-and-Sorcery-Romanreihe um den gleichnamigen Protagonisten, deren Bände von mehreren Autoren unter dem Gemeinschaftspseudonym Jeffrey Lord verfasst wurden.
Sie schildert die Abenteuer des britischen MI-6-Agenten Blade in fremden Dimensionen, wobei Blade als eine Art interdimensionaler James Bond agiert. Grundlage dafür ist das DX-Programm – DX steht für Dimension X –, das von dem Wissenschaftler Archibald Leighton entwickelt wurde, und das es einer besonders befähigten Versuchsperson erlaubt, sich zwischen den Dimensionen des Multiversums zu bewegen.
Die Reihe erschien in 37 Bänden zwischen 1969 und 1984 im Verlag Macfadden/Bartell. Herausgeber/Redakteur der Reihe (Book-Packaging) war Lyle Kenyon Engel.
Die Bände 1 bis 8 wurden von Manning Lee Stokes, die Bände 9 bis 29 und 31 bis 37 von Roland J. Green geschrieben. Band 30 stammt von Ray Nelson.
Die Bände 1 bis 14 erschienen in deutscher Übersetzung im Kelter Verlag. Außerdem wurde ein Großteil der Bände ins Neugriechische übersetzt.
Weitaus größeren Erfolg hatte die Serie in Frankreich. Dort erschien sie unter dem Titel Blade, Voyageur de l’Infini („Blade, Reisender der Unendlichkeit“). Zunächst wurden die Bände der Originalserie von France-Marie Watkins übersetzt und in der Folge schrieb der Frankokanadier Richard D. Nolane 43 weitere Bände. Unter Beteiligung weiterer Autoren (Arnaud Dalrune, Patrick Eris und Nemo Sandman) wurde die Serie bis 2010 fortgeführt, insgesamt erschienen 206 Bände.

## Titelliste der Originalserie
- 1 The Bronze Axe (1969)
  - Deutsch: Die bronzene Axt. Kelter-Taschenbuch #1, 1976.
- 2 The Jade Warrior (1969)
  - Deutsch: Der Jade-Krieger. Kelter-Taschenbuch #2, 1976.
- 3 Jewel of Tharn (1969)
  - Deutsch: Der Juwel von Tharn. Kelter-Taschenbuch #3, 1976.
- 4 Slave of Sarma (1970)
  - Deutsch: Der Sklave von Sarma. Kelter-Taschenbuch #4, 1976.
- 5 Liberator of Jedd (1971)
  - Deutsch: Der Befreier von Jedd. Kelter-Taschenbuch #5, 1977.
- 6 Monster of the Maze (1973)
  - Deutsch: Monster im Labyrinth. Kelter-Taschenbuch #6, 1977.
- 7 Pearl of Patmos (1973)
  - Deutsch: Die Perle von Patmos. Kelter-Taschenbuch #7, 1977.
- 8 Undying World (1973)
  - Deutsch: Unsterbliche Welt. Kelter-Abenteuer #50, 1977.
- 9 Kingdom of Royth (1974)
  - Deutsch: Von Piraten gestellt. Kelter-Abenteuer #51. 1977.
- 10 Ice Dragon (1974)
  - Deutsch: Der Eisdrache. Kelter-Abenteuer #52, 1978.
- 11 Dimension of Dreams (1974)
  - Deutsch: Dimension der Träume. Kelter-Taschenbuch #1012. 1978.
- 12 King of Zunga (1975)
  - Deutsch: Der König von Zunga. Kelter-Taschenbuch #1018. 1978.
- 13 The Golden Steed (1975)
  - Deutsch: Das goldene Roß. Kelter-Taschenbuch #1029. 1978.
- 14 The Temples of Ayocan (1975)
  - Deutsch: Der Tempel von Ayocan. Kelter-Taschenbuch #1045. 1978.
- 15 The Towers of Melnon (1975)
- 16 The Crystal Seas (1975)
- 17 The Mountains of Brega (1976)
- 18 Warlords of Gaikon (1976)
- 19 Looters of Tharn (1976)
- 20 Guardians of the Coral Throne (1976)
- 21 Champion of the Gods (1976)
- 22 The Forests of Gleor (1977)
- 23 Empire of Blood (1977)
- 24 The Dragons of Englor (1977)
- 25 The Torian Pearls (1977)
- 26 City of the Living Dead (1978)
- 27 Master of the Hashomi (1978)
- 28 Wizard of Rentoro (1978)
- 29 Treasure of the Stars (1978)
- 31 Gladiators of Hapanu (1979)
- 32 Pirates of Gohar (1979)
- 33 Killer Plants of Binaark (1980)
- 34 Ruins of Kaldac (1981)
- 35 The Lords of the Crimson River (1981)
- 36 Return to Kaldak (1983)
- 37 Warriors of Latan (1984)